# Једина Српска
Једина Српска је српска патриотска песма Београдског синдиката и Данице Црногорчевић, која је објављена поводом 30 година постојања Републике Српске.

## О песми
Песма је премијерно изведена 8. јануара 2022. године на Свечаној академији, која је поводом Дана Републике Српске одржана у Бања Луци. У јуну 2022. године Београдски синдикат је на свом концерту на Ташмајдану, заједно са Даницом, извео ову песму. На крају песме се набрајају историјске личности, које су везане за поднебља која су важна за све Србе. Неке од тих историјских личности су: Вељко Чубриловић, Владимир Гаћиновић, Петар Кочић, Бранко Ћопић, Иво Андрић, Меша Селимовић, Алекса Шантић, Споменко Гостић, Јован Дучић, Филип Вишњић, Гаврило Принцип, Мехмед-паша Соколовић, Василије Острошки, итд.
Аутори музике су Небојша Обрадовић (Ди-џеј Silent) и Београдски синдикат, текст такође пише Београдски синдикат, а гусле свира Максим Војводић.
У опису музичког спота, који је касније уклоњен због ауторских права стоји:
„Српска је годинама уназад за све нас била бастион српства. Хвала нашем страдалном народу из Републике Српске што је у овим тешким годинама прогона и притисака који још трају одржали у животу Косовски завет и завете наших богоносних отаца Светог Саве и Светог Симеона. Шта год да говори сила која нам прети, ми смо већ постигли своје јединство у љубави, духу, крви и телу Господа нашег Исуса Христа“.— Аутори песме